# Döbern
Döbern (dolnołuż. Derbno) – miasto w Niemczech, w kraju związkowym Brandenburgia, w powiecie Spree-Neiße, siedziba urzędu Döbern-Land, historycznie na Dolnych Łużycach. Miasto leży ok. 20 km na północ od Weißwasser/Oberlausitz.

## Historia
Miejscowość została założona przez Serbów łużyckich w XIV wieku. Najstarsza znana wzmianka pochodzi z 1443 roku. Była to prywatna wieś szlachecka, położona w granicach Królestwa Czech do 1635 roku, gdy na mocy pokoju praskiego przeszła pod panowanie Saksonii, w 1871 roku weszła w skład zjednoczonych Niemiec. Przez setki lat większość mieszkańców stanowili Serbowie łużyccy, jeszcze w 1861 roku przeważał tu język dolnołużycki. W 1969 roku nadano prawa miejskie.

## Współpraca
Miejscowości partnerskie:
- Jasień, Polska
- Rheinbach, Nadrenia Północna-Westfalia